# 雷化鳞
雷化鳞（1580年—？），字躍之，號念莪，江西南昌府丰城县人，明朝政治人物，進士出身。

## 生平
萬曆四十六年（1618年）戊午科舉人，天啓二年（1622年），登壬戌科進士，兵部观政，四年授工部营缮司主事，晋郎中，歷官福建兴化府知府。